# Campeonato de Escocia de Rugby 2000-01
El Campeonato de Escocia de Rugby (Premiership One) de 2000-01 fue la vigésimo octava edición del principal torneo de rugby de Escocia.

## Sistema de disputa
El torneo se disputó en formato de todos contra todos en la que cada equipo enfrentó a cada uno de sus rivales.
El equipo que al finalizar el torneo obtuviera mayor cantidad de puntos, se coronó como campeón del torneo, mientras que los últimos dos descendieron a segunda división.

## Clasificación
| Pos. | Equipo            | Encuentros | Encuentros | Encuentros | Encuentros | Tantos | Tantos | Tantos | Puntos |
| Pos. | Equipo            | PJ         | PG         | PE         | PP         | F      | C      | Dif    | Puntos |
| ---- | ----------------- | ---------- | ---------- | ---------- | ---------- | ------ | ------ | ------ | ------ |
| 1.º  | Hawick RFC        | 18         | 16         | 2          | 0          | 559    | 244    | +315   | 74     |
| 2.º  | Melrose RFC       | 18         | 12         | 1          | 5          | 501    | 288    | +213   | 60     |
| 3.º  | Boroughmuir RFC   | 18         | 10         | 2          | 6          | 572    | 365    | +207   | 54     |
| 4.º  | Heriot's FP       | 18         | 8          | 1          | 9          | 398    | 377    | +21    | 44     |
| 5.º  | Currie Chieftains | 18         | 8          | 2          | 8          | 350    | 379    | -29    | 43     |
| 6.º  | Glasgow Hawks     | 18         | 8          | 0          | 10         | 355    | 383    | -28    | 40     |
| 7.º  | Gala RFC          | 18         | 8          | 0          | 10         | 372    | 433    | -61    | 39     |
| 8.º  | Kirkcaldy RFC     | 18         | 8          | 0          | 10         | 412    | 475    | -63    | 39     |
| 9.º  | Jed-Forest RFC    | 18         | 8          | 0          | 10         | 323    | 437    | -114   | 37     |
| 10.º | Watsonians        | 18         | 0          | 0          | 18         | 251    | 712    | -461   | 4      |

|  | Campeón.    |
|  | Descendido. |

| Bandera de Escocia   |
| Campeón Hawick RFC   |
| Décimo primer título |